# نیکولاس بلاندی
نیکولاس بلاندی (اسپانیایی: Nicolás Blandi‎؛ زادهٔ ۱۳ ژانویهٔ ۱۹۹۰) یک بازیکن فوتبال اهل آرژانتین است.

## باشگاهی
از باشگاه‌هایی که در آن بازی کرده‌است می‌توان به آرژانتینوس جونیورز، بوکا جونیورز و سن لورنزو اشاره کرد.